# شور (دهانه)
شور یک دهانه برخوردی در ماه‌ است.

## دهانه‌های اقماری
این دهانه ۴ دهانه اقماری دارد.
| Schorr | عرض جغرافیایی | طول جغرافیایی | قطر          |
| ------ | ------------- | ------------- | ------------ |
| A      | ۲۰.۵° S       | ۸۸.۴° E       | ۶۴.۰ کیلومتر |
| C      | ۱۳.۵° S       | ۸۸.۲° E       | ۱۳.۰ کیلومتر |
| B      | ۱۶.۵° S       | ۸۸.۵° E       | ۲۶.۰ کیلومتر |
| D      | ۱۸.۶° S       | ۹۱.۲° E       | ۲۱.۰ کیلومتر |